# Cucullia propinqua
Cucullia propinqua är en fjärilsart som beskrevs av Eduard Friedrich Eversmann 1842. Cucullia propinqua ingår i släktet Cucullia och familjen nattflyn. Inga underarter finns listade i Catalogue of Life.